# Midoun
Midoun (arabisch ميدون, DMG Mīdūn) ist eine Stadt mit etwa 32.000 und der Hauptort einer Delegation mit ca. 65.000 Einwohnern im Gouvernement Medenine im Nordosten der tunesischen Insel Djerba.

## Lage
Midoun liegt in einer Höhe von ca. 15 m ü. d. M. im Nordosten der Insel Djerba etwa 15 km von der Hauptstadt Houmt Souk entfernt inmitten von Dattel- und Obsthainen.

## Wirtschaft
Midoun war jahrhundertelang ein Dorf von vielen, in dem die Menschen von der Landwirtschaft lebten. Erst in der zweiten Hälfte des 20. Jahrhunderts begann der Tourismus auf Djerba eine wichtige Rolle zu spielen. Während die Touristenhotels sich überwiegend an der Küste ansiedelten, entwickelten sich Städte im Hinterland zu Handels-, Dienstleistungs- und Verwaltungszentren.

## Geschichte
Midoun war früher ein Umschlagplatz für Sklaven aus Afrika. Sie wurden durch die Sahara bis zu dieser kleinen Ortschaft gebracht und dort nach Nord- oder Mitteltunesien verkauft. Noch heute leben in der Stadt einige Nachkommen derjenigen Sklaven, die direkt in Midoun neue Herren gefunden hatten.

## Bildung und Kultur

### Wissenschaft und Forschung
In Midoun befindet sich die Technische Hochschule „Higher Institute of Technological Studies of Djerba“. Die Hochschule wurde im September 2000 gegründet und ist Teil eines Netzwerkes mit 25 weiteren Hochschulen in Tunesien. Es werden vier Studiengänge angeboten: Maschinenbau, Wirtschaft und Management, Elektrotechnik und Informationstechnologie. An der Universität studierten im Semester 2022/2023 950 Studenten.

### Theater
In der Stadt existiert ein Freilufttheater, das 2017 einer vollständigen Sanierung und Normierung unterzogen wurde. Die Sanierungsarbeiten wurden unterstützt von der Deutschen Gesellschaft für Internationale Zusammenarbeit (GIZ) und der deutschen Kooperationsstadt Fürth. Am 14. Oktober 2022 fand die feierliche Wiederöffnung unter Teilnahme des Deutschen Botschafters Peter Prügel, dem Gouverneurs Said Ben Zayed und dem örtlichen Bürgermeister Lassaad Hajjam statt. Das Freilufttheater umfasst ca. 600 Sitzplätze und verfügt über einen großen Bühnenbereich.

### Sport
1974 gründete sich der Profi-Fußballverein Espoir Sportif de Jerba Midoun. Das Team spielt in den Farben Weiß und Blau. Das Station Municipal de Midoun umfasst 10.000 Plätze und verfügt über einen Rasenplatz und einer Flutlichtanlage. In der Saison 2000/2001 spielte die Mannschaft in der Tunesischen 1. Liga, aktuell (2022) spielt die Mannschaft in der 2. Fußball-Liga.

### Partnerschaft
Seit 2017 besteht eine Entwicklungspartnerschaft zwischen der Stadt Fürth und der Region Midoun auf Djerba. Dabei findet ein Wissensaustausch in den Themenbereichen Klimaschutz, Wissenschaft und Kultur statt. Eines der ersten Projekte, dass die Unterstützung der Stadt Fürth in Midoun erhielt, war die Errichtung bzw. Eröffnung des Theaters im Oktober 2022 in Midoun.

## Stadtbild
- Typisch für die Stadt sind festungsähnliche Wohnanlagen, die durch dicke Mauern von der Straße abgeschirmt sind. Im Zentrum der Stadt befindet sich der Place Meninx, auf dem die regelmäßigen Märkte stattfinden. Unter diesem Platz befindet sich heute noch eine Ölmühle (Maasera), die man an ihrer kleinen weißen Kuppel erkennt.
- Die Stadt ist modern und bietet Restaurants, Cafés und kleine Supermärkte. Auf dem großen Marktplatz findet jede Woche freitags der große Markt statt, auf dem einheimische Kunst, Souvenirs, Lebensmittel wie Obst und Fisch sowie gefälschte Markenprodukte angepriesen werden.
- Das Lalla Hadria Museum zeigt zahlreiche Exponate zur Geschichte der Islamischen Kunst.
- Etwa vier Kilometer nördlich, an der Straße nach Houmt Souk, liegt die Fadhloun-Moschee. Da sie nicht mehr für Gebete genutzt wird, können auch Nichtmuslime sie besichtigen.